# Cyphorhinus
Cyphorhinus es un género de aves paseriformes perteneciente a la familia Troglodytidae que agrupa a especies nativas de América del Sur y Central y que se distribuyen desde Honduras hasta  Ecuador. Son conocidos popularmente como cucaracheros.

## Lista de especies
Se reconocen las siguientes según el orden filogenético del Congreso Ornitológico Internacional (IOC) (Versión 5.3, 2015):
- Cyphorhinus thoracicus Tschudi, 1844 - Cucarachero Pechicastaño
- Cyphorhinus arada (Hermann, 1783) - Cucarachero Musical
- Cyphorhinus phaeocephalus Sclater, PL, 1860 - Cucarachero Canoro